# Bunnell (Flórida)
Bunnell é uma cidade localizada no estado americano da Flórida, no condado de Flagler, do qual é sede. Foi incorporada em 1913.

## Geografia
De acordo com o United States Census Bureau, a cidade tem uma área de 358,9 km², onde 356 km² estão cobertos por terra e 2,9 km² por água.

### Localidades na vizinhança
O diagrama seguinte representa as localidades num raio de 32 km ao redor de Bunnell.

## Demografia
Segundo o censo nacional de 2010, a sua população é de 2 676 habitantes e sua densidade populacional é de 7,5 hab/km². Possui 1 354 residências, que resulta em uma densidade de 3,8 residências/km².